# Sorbier du Cachemire
Sorbus cashmiriana
Espèce
Classification phylogénétique
Le sorbier du Cachemire (Sorbus cashmiriana L.) est une espèce de plantes à fleurs de la famille des Rosacées.
C'est un arbre qu l'on retrouve originellement à l'ouest de l'Himalaya et notamment dans la région du Cachemire.

## Description
Sa hauteur atteint généralement 6 à 8 m de hauteur pour un diamètre de tronc de 25 cm. Les feuilles mesurent environ 15 à 23 cm.

## Usages
C'est un arbuste répandu en tant que plante ornementale, notamment grâce à ses grappes de baies blanches.